# Leclercville
Leclercville est une municipalité d'environ 507 habitants dans la municipalité régionale de comté de Lotbinière au Québec, située dans la région administrative de Chaudière-Appalaches.

## Toponymie
Leclercville fut ainsi nommé en l'honneur de Pierre Leclerc, qui a donné le terrain sur lequel ont été érigés l'église et le presbytère.
Les personnes de cette municipalité sont des Leclercvillois et des Leclercvilloises.

## Histoire
Leclercville fut créé en 1863, lors de sa séparation de Lotbinière. La municipalité actuelle fut constituée le 3 février 1999 par la fusion de Leclercville et Sainte-Emmélie.

## Géographie
La municipalité a une superficie d'environ 135,5 km2.
Les rivières Henri et Huron confluent au sud-est de la municipalité avec la rivière du Chêne qui se jette dans l'estuaire fluvial du Saint-Laurent au nord-est du village.

## Démographie
Elle est la municipalité la moins densément peuplée dans Lotbinière, avec une densité d'environ 3,62 habitants/km2.
| 1871  | 1881  | 1891  | 1901  | 1911  | 1921  | 1931  | 1941  |
| ----- | ----- | ----- | ----- | ----- | ----- | ----- | ----- |
| 1 131 | 1 269 | 1 189 | 1 167 | 1 242 | 1 273 | 1 709 | 1 755 |

| 1951  | 1956  | 1961  | 1966 | 1971 | 1976 | 1981 | 1986 |
| ----- | ----- | ----- | ---- | ---- | ---- | ---- | ---- |
| 1 132 | 1 155 | 1 047 | 967  | 849  | 766  | 719  | 691  |

| 1991 | 1996 | 2001 | 2006 | 2011 | 2016 | 2021 | - |
| ---- | ---- | ---- | ---- | ---- | ---- | ---- | - |
| 643  | 617  | 587  | 524  | 477  | 473  | 491  | - |

## Administration
Les élections municipales se font en bloc pour le maire et les six conseillers.
| Leclercville Maires depuis 2003                                                                                      |                |         |          |
| Élection | Maire          | Qualité | Résultat |
| 2003 | Marcel Richard |         | Voir     |
| 2005 | Marcel Richard | Voir    |          |
| 2009 | Marcel Richard | Voir    |          |
| 2013 | Marcel Richard | Voir    |          |
| 2017 | Marcel Richard | Voir    |          |
| sept. 2020 | Denis Richard  |         | Voir     |
| 2021 | Denis Richard  | Voir    |          |
| Élection partielle en italique Depuis 2005, les élections sont simultanées dans toutes les municipalités québécoises |                |         |          |

### Circonscriptions électorales provinciales et fédérales
Leclercville fait partie de la circonscription électorale fédérale de Lévis—Lotbinière et fait partie de la circonscription électorale provinciale de Lotbinière-Frontenac.

## Transport
Les routes 132 et 226 traversent cette municipalité.

## Éducation

### Éducation primaire
Leclercville contient une école primaire : L'École de la Falaise (3e à 6e année). Elle est affiliée à celle de Lotbinière (de la Berge) (maternelle 5 ans, 1e année et 2e année) et de Saint-Édouard-de-Lotbinière (du Chêne) (maternelle 4 ans à 6e année). Ces écoles font partie du Centre de services scolaire des Navigateurs.

### Éducation secondaire
Les écoles secondaires les plus près sont : L'École secondaire Pamphile-Le May à Sainte-Croix et l'École secondaire Les Seigneuries à Saint-Pierre-les-Becquets.
L'école secondaire de Sainte-Croix fait partie du Centre de services scolaire des Navigateurs.
L'école secondaire de Saint-Pierre-les-Becquets fait partie du Centre de services scolaire de la Riveraine.

### Éducation collégiale
L'établissement collégial le plus près est le Centre d'études collégiales de Lotbinière, qui fait partie du Cégep de Thetford et qui est situé à Saint-Agapit. Le collégial peut également être fait à Québec.

### Éducation universitaire
Les établissements universitaires les plus près sont l'Université Laval, qui est situé dans la ville de Québec, et l'Université du Québec à Trois-Rivières, situé à Trois-Rivières.

## Santé
Située près de Fortierville, de Lévis et de Québec, la municipalité est desservie par différents services médicaux.

### Services médicaux
Le CLSC le plus proche est situé à Fortierville (Centre multiservices de santé et de services sociaux de Fortierville) et le centre hospitalier le plus près est à Lévis (Hôtel-Dieu de Lévis).

## Médias

### Journal municipal
L'Écho des falaises est un journal municipal mensuel de Leclercville.
Le Peuple Lotbinière est un journal hebdomadaire qui couvre les nouvelles des municipalités de la municipalité régionale de comté de Lotbinière, incluant Leclercville.

## Patrimoine
L'église de Sainte-Emmélie est érigée en 1863. Elle est conçue par l'architecte et sculpteur Zéphirin Perrault. Elle est nommée en l'honneur de l'épouse de saint Basile l'Ancien, sainte Emmélie, et porte l'ancien nom de la municipalité. Elle conserve un fauteuil de l'orateur de l'Assemblée nationale du Québec donné par le député Joseph-Napoléon Francoeur. Sa hiérarchisation régionale permet de la qualifier d'exceptionnelle. Elle est citée comme immeuble patrimonial en 2014. Également cité comme immeuble patrimonial en 2014, un presbytère lui est adjacent. Un cimetière complète le noyau paroissial. Un calvaire s'y trouve. Située à proximité, l'école de la Falaise est aussi citée.
Le moulin du Portage est construit en 1816.
Sur le plan du patrimoine agricole, une écurie et un hangar ont été bâtis dans la seconde moitié du XIXe siècle.

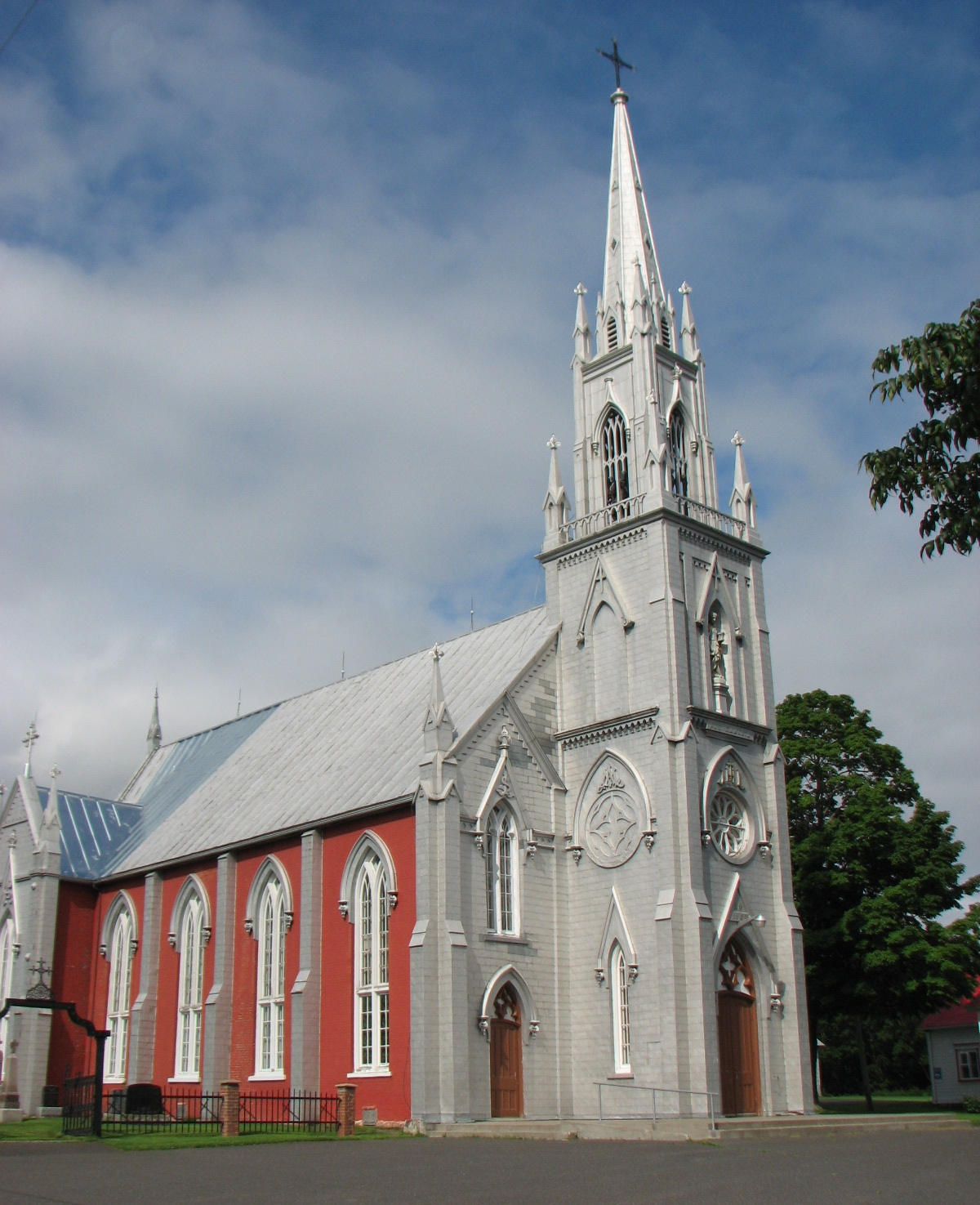
L'église de style néogothique
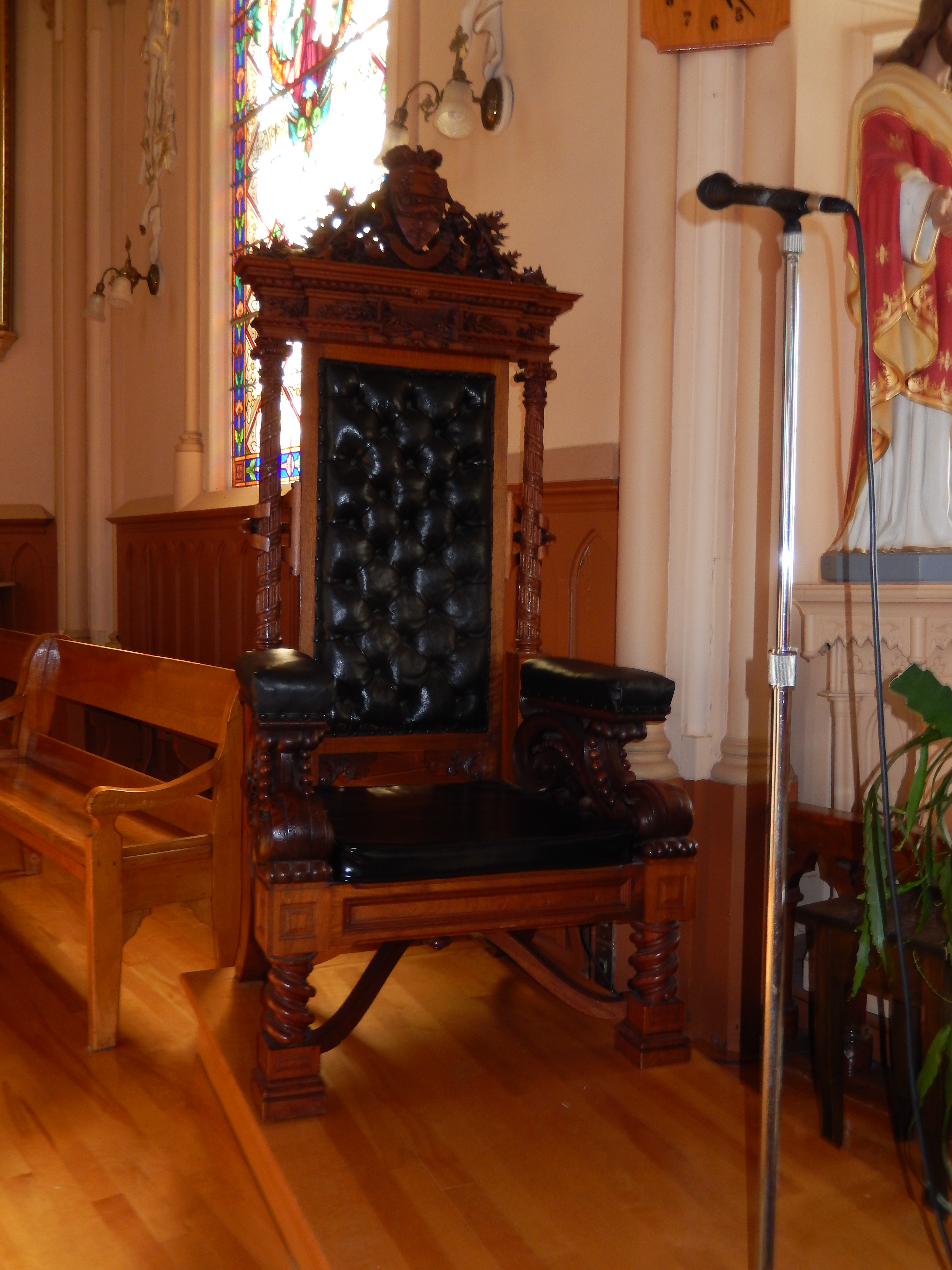
Fauteuil de l'orateur de l'Assemblée nationale du Québec donné par le député Joseph-Napoléon Francoeur

## Personnalités
- Gilles Lemay, un évêque

## Galerie d'images

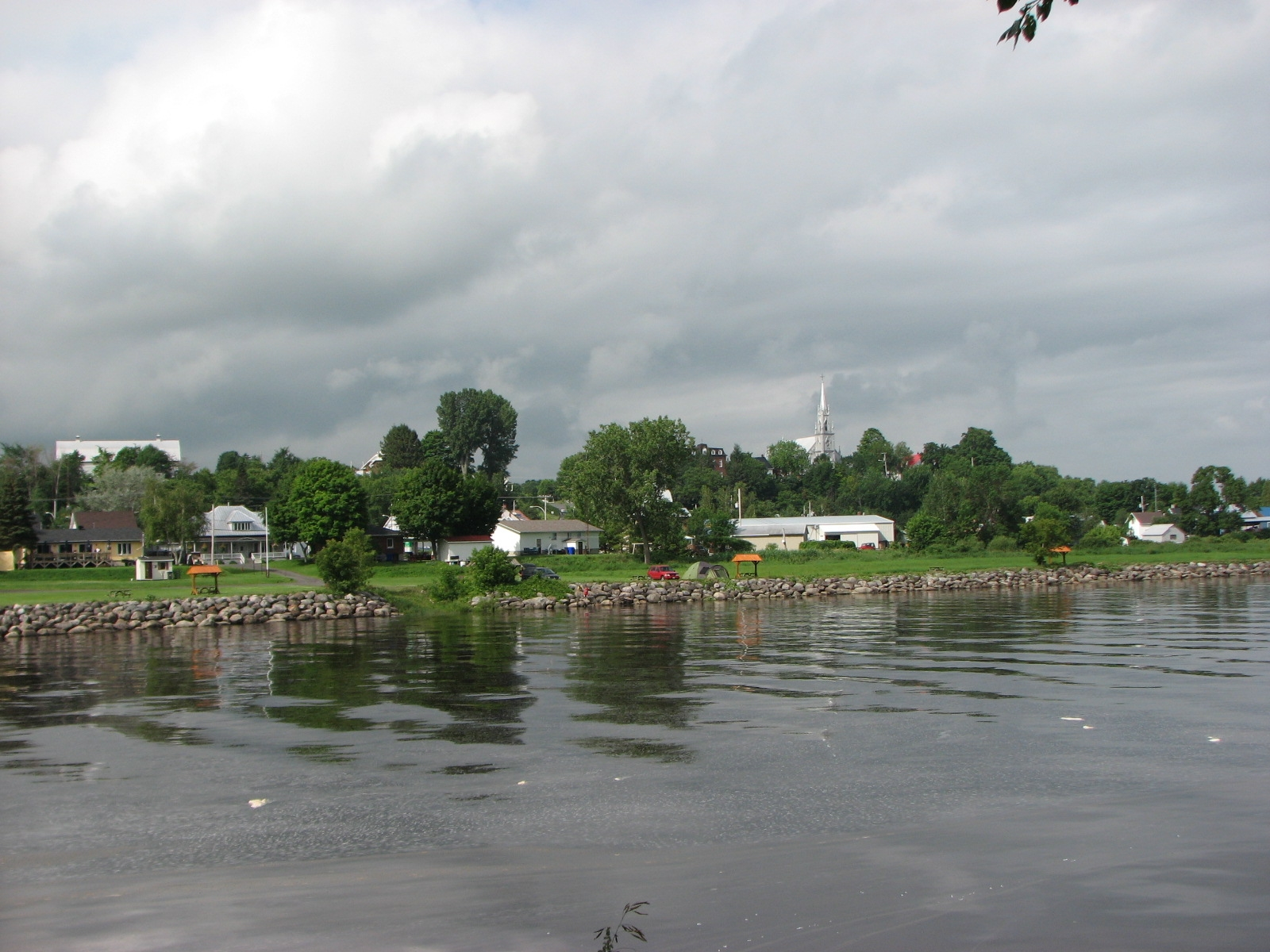
Leclercville vu de l'autre rive de la rivière du Chêne
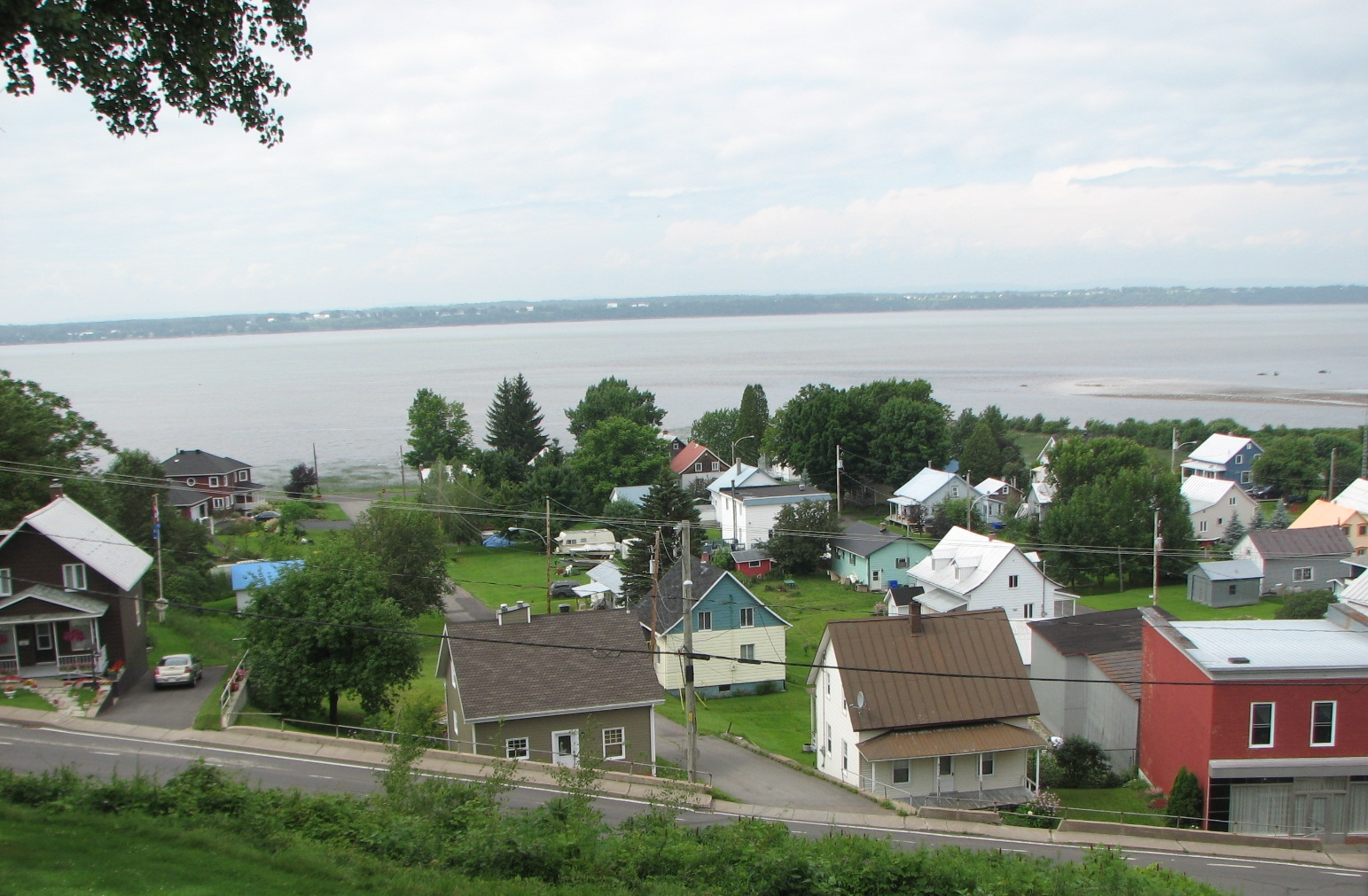
En direction du quai
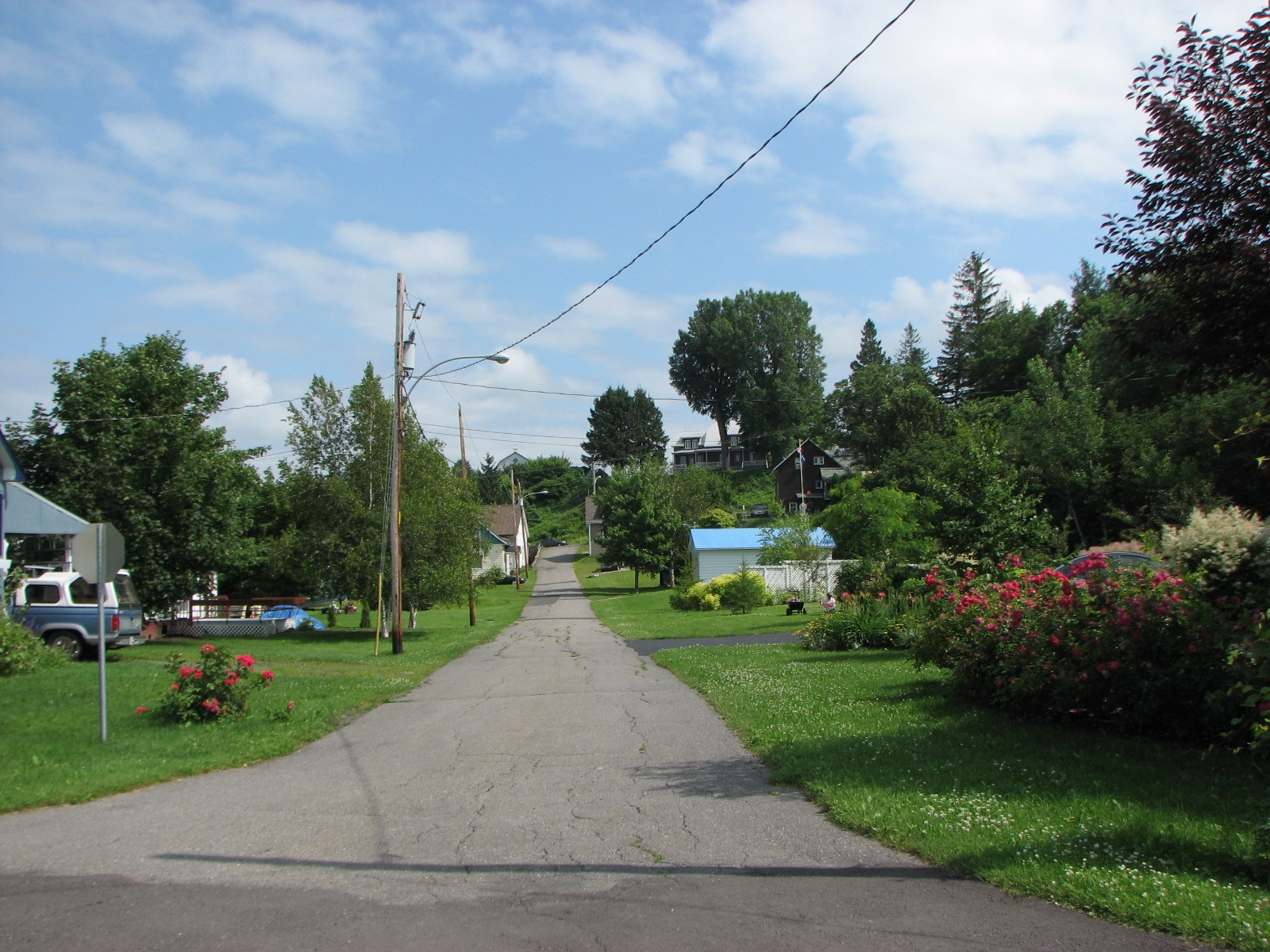
Photo prise dos au fleuve Saint-Laurent

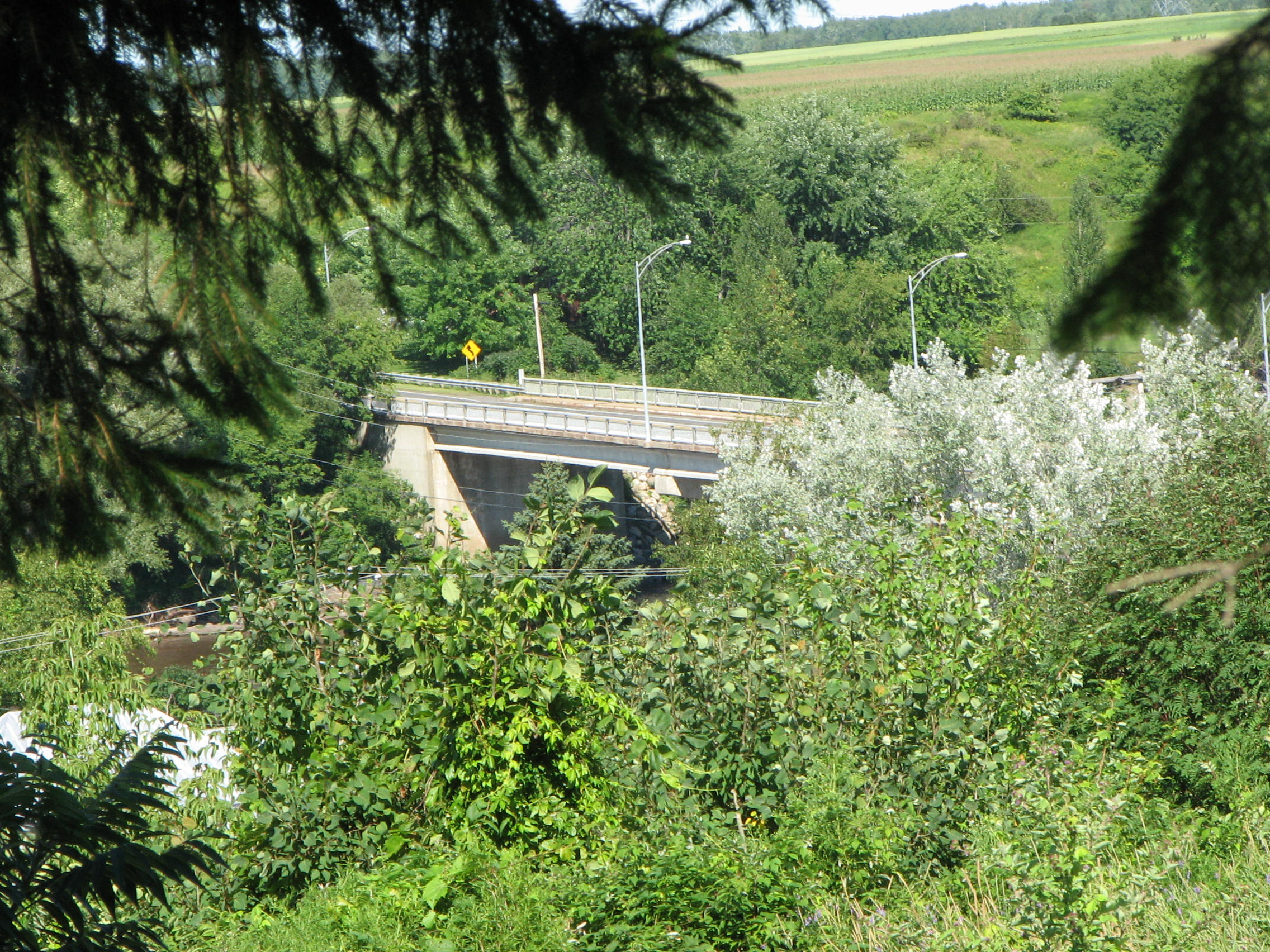
À une extrémité du village, le pont traverse la rivière Du Chêne
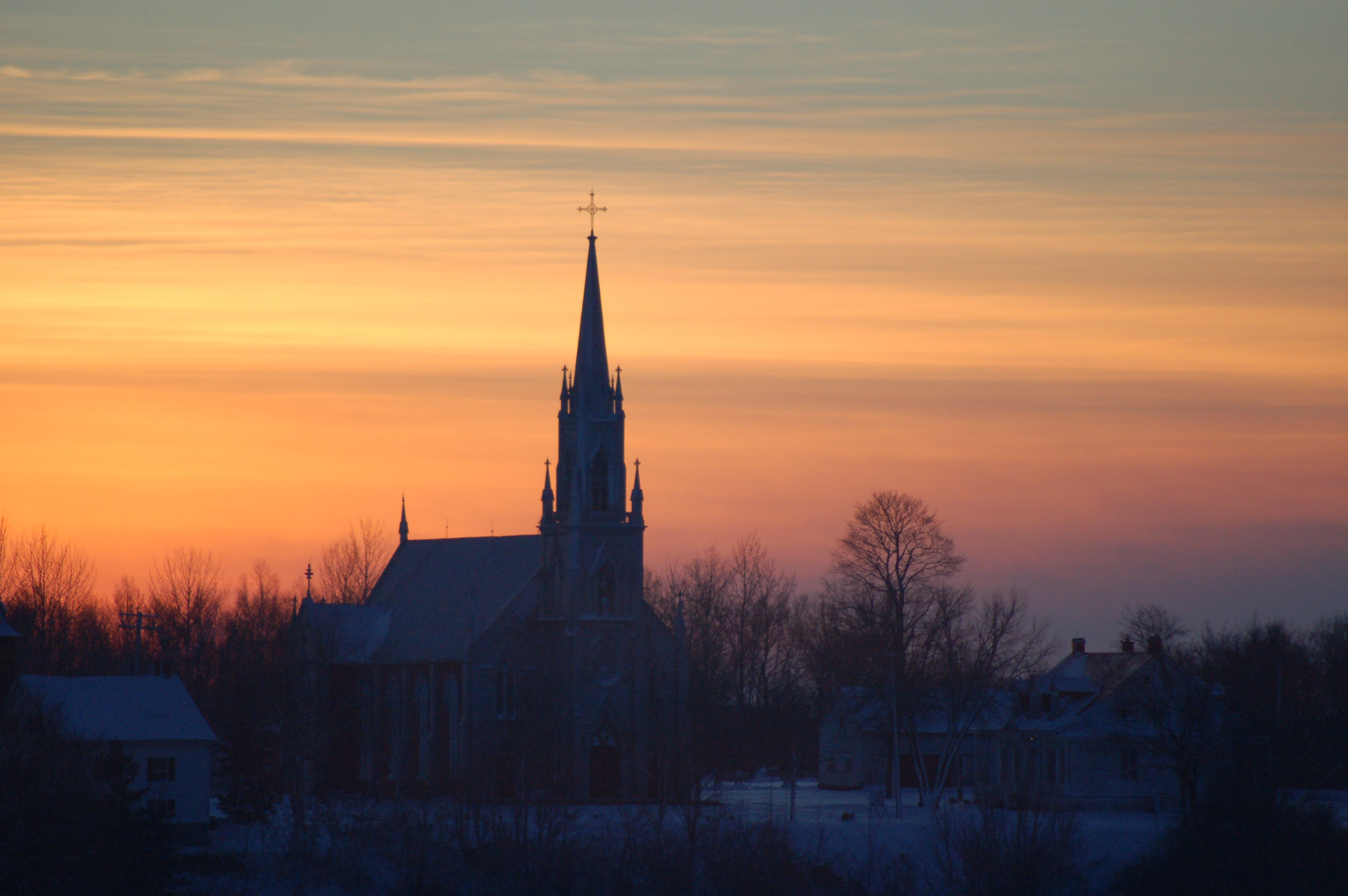
L'église dans un coucher de soleil
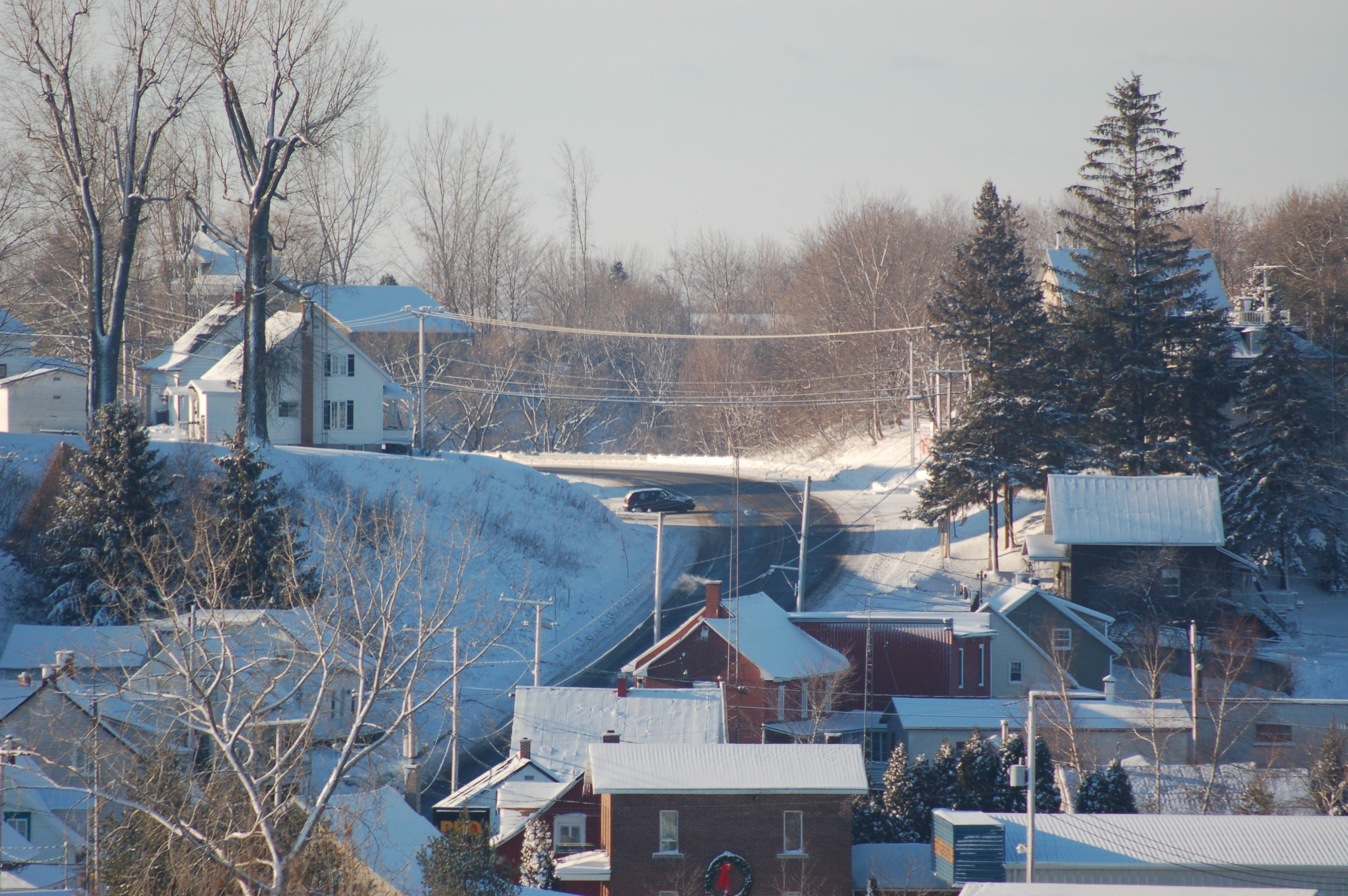
La côte de Leclercville en hiver